# Gran Premio motociclistico d'Italia 1991
Il Gran Premio motociclistico d'Italia 1991 è stato la quinta prova del motomondiale del 1991. A partire dall'edizione di questa stagione, il GP corso in territorio italiano cambia denominazione ufficiale, passando da "Gran Premio delle Nazioni" a "Gran Premio d'Italia".
Mick Doohan vince la gara della classe 500, per il pilota australiano del team Rothmans Honda si tratta della seconda vittoria stagionale (anche della seconda vittoria consecutiva, in quanto aveva vinto anche il precedente GP di Spagna). Alle spalle di Doohan giunge secondo lo statunitense John Kocinski del Marlboro Team Roberts, mentre al terzo posto si posiziona Eddie Lawson con la Cagiva. Era dal GP del Belgio del 1988 che la Cagiva non otteneva un piazzamento a podio, quando Randy Mamola chiuse quella gara al terzo posto.
La classifica mondiale vede adesso Doohan rafforzare la sua prima posizione con 91 punti totali, mentre perde terreno al secondo posto con 77 punti Wayne Rainey, con quest'ultimo che conclude la gara al nono posto a causa dell'elevata usura dei suoi pneumatici (di marca Dunlop, mentre Doohan era equipaggiato da Michelin), problema che lo costrinse ad entrare ai box dopo sedici giri per montare una nuova ruota posteriore (al momento del problema Rainey era in contesa con Doohan per la prima posizione). Terzo nel mondiale si trova Kocinski con 62 punti, quarto Lawson con 56, mentre scende in quinta posizione con 55 punti Kevin Schwantz, anche il pilota del team Lucky Strike Suzuki ha riscontrato problemi con l'elevata usura delle gomme (anche per lui di marca Dunlop) che lo costrinsero al settimo posto in questa gara.
Da segnalare sempre per quel che concerne la classe di maggiore cilindrata, l'assenza di Wayne Gardner, che non prende parte alla gara dopo essersi fratturato la caviglia in una caduta durante le prove, dove viene investito da Alexandre Barros che non riuscì a schivare l'australiano.
Nella classe 250, la gara viene vinta da Luca Cadalora, che sopravanza di soli 9 millesimi il pilota tedesco Helmut Bradl. Visto l'esiguo distacco tra i due contendenti, si è reso necessario l'ausilio del fotofinish per assegnare la vittoria a Cadalora. Finita la gara, Bradl non si presenta sul palco di premiazione del podio, inoltrando reclamo contro la vittoria di Cadalora, accusando il pilota italiano di averlo ostacolato nella volata finale (i due piloti giunsero sul rettilineo finale entrando più volte in contatto con le carene delle moto). Con le prime due posizioni ad appannaggio dei due piloti dotati di motociclette Honda, la terza piazza è dell'Aprilia guidata da Pierfrancesco Chili, anche in questo caso Chili giunge terzo con soli 7 millesimi di vantaggio su Loris Reggiani (giunto quarto, anche lui con Aprilia come motocicletta). Per Chili si tratta del primo podio nella classe 250, prima di questo risultato, il pilota italiano aveva ottenuto due podi ed una vittoria, tutti risultati ottenuti nella classe 500.
Prima vittoria stagionale per Fausto Gresini nella classe di minor cilindrata (la classe 125), che dopo essere stato sempre secondo nelle prime tre gare di questa stagione, in occasione di questo GP taglia per primo il traguardo. Gresini era da più di tre anni che non vinceva una gara nel contesto del motomondiale, da quando vinse il GP di San Marino del 1987. Completano il podio altri due piloti italiani, con Loris Capirossi (compagno di squadra di Gresini nel team AGV - Pileri Corse) secondo e Alessandro Gramigni terzo con moto Aprilia.
Con i 20 punti della vittoria in questa gara, Gresini si porta in testa al mondiale con 71 punti, secondo Capirossi con 67, mentre rimane fermo a 55 punti il giapponese Noboru Ueda. Proprio Ueda, caduto in gara, si procura la frattura del polso destro.
La gara della classe sidecar è stata vinta da Steve Webster e Gavin Simmons. Proprio l'equipaggio composto da Webster e Simmons, vincitori di tutte le gare corse fino a questo momento per i sidecar (tre vittorie su tre gare), si porta in testa al mondiale con 60 punti, seguono Paul e Charly Güdel secondi con 40 punti, mentre sono terzi Darren e Sean Dixon con 28.

## Classe 500

### Arrivati al traguardo
| Pos. | Nº | Pilota               | Squadra                      | Motocicletta     | Giri | Tempo     | Griglia | Punti |
| ---- | -- | -------------------- | ---------------------------- | ---------------- | ---- | --------- | ------- | ----- |
| 1º   | 3  | Mick Doohan          | Rothmans Honda               | Honda NSR 500    | 36   | 46'27.037 | 5º      | 20    |
| 2º   | 19 | John Kocinski        | Marlboro Team Roberts        | Yamaha YZR 500   | 36   | +8.677    | 2º      | 17    |
| 3º   | 7  | Eddie Lawson         | Cagiva                       | Cagiva C591      | 36   | +14.319   | 4º      | 15    |
| 4º   | 12 | Alex Barros          | Cagiva                       | Cagiva C591      | 36   | +23.151   | 7º      | 13    |
| 5º   | 8  | Jean-Philippe Ruggia | Yamaha Sonauto Mobil 1       | Yamaha YZR 500   | 36   | +23.561   | 8º      | 11    |
| 6º   | 21 | Doug Chandler        | Roberts Yamaha Castrol       | Yamaha YZR 500   | 36   | +28.135   | 6º      | 10    |
| 7º   | 34 | Kevin Schwantz       | Lucky Strike Suzuki          | Suzuki RGV Γ 500 | 36   | +28.480   | 3º      | 9     |
| 8º   | 6  | Juan Garriga         | Ducados Yamaha               | Yamaha YZR 500   | 36   | +48.073   | 10º     | 8     |
| 9º   | 1  | Wayne Rainey         | Marlboro Team Roberts        | Yamaha YZR 500   | 36   | +1'11.518 | 1º      | 7     |
| 10º  | 17 | Eddie Laycock        | Millar Racing                | Yamaha YZR 500   | 35   | +1 giro   | 12º     | 6     |
| 11º  | 11 | Marco Papa           | Moto Club Milano - Team Papa | Honda RS 500     | 35   | +1 giro   | 14º     | 5     |
| 12º  | 16 | Cees Doorakkers      | HEK-Bauwmachines             | Honda RS 500     | 34   | +2 giri   | 15º     | 4     |
| 13º  | 36 | Romolo Balbi         |                              | Honda RS 500     | 34   | +2 giri   | 13º     | 3     |
| 14º  | 37 | Simon Buckmaster     | Padgett's Racing             | Suzuki RG 500    | 33   | +3 giri   | 17º     | 2     |
| 15º  | 39 | Michael Rudroff      | R.S. RallyeSport             | Honda RS 500     | 33   | +3 giri   | 18º     | 1     |

### Ritirati
| Nº | Pilota             | Squadra                | Motocicletta         | Giri | Griglia |
| -- | ------------------ | ---------------------- | -------------------- | ---- | ------- |
| 27 | Didier de Radiguès | Lucky Strike Suzuki    | Suzuki RGV Γ 500     | 29   | 9º      |
| 20 | Adrien Morillas    | Yamaha Sonauto Mobil 1 | Yamaha YZR 500       | 29   | 11º     |
| 40 | Hans Becker        | Romero Racing          | Hummel-Yamaha TZ 358 | 25   | 16º     |
| 13 | Niggi Schmassmann  | Technotron             | Honda RS 500         | 9    | 19º     |

### Non qualificati
| Nº | Pilota                | Squadra          | Motocicletta  |
| -- | --------------------- | ---------------- | ------------- |
| 24 | Helmut Schütz         | R.S. RallyeSport | Honda RS 500  |
| 23 | Andreas Leuthe        | Librenti Corse   | Suzuki RG 500 |
| 29 | Larry Moreno Vacondio | Domina           | Domina P22    |

## Classe 250

### Arrivati al traguardo
| Pos. | Nº | Pilota                    | Squadra                        | Motocicletta | Giri | Tempo     | Griglia | Punti |
| ---- | -- | ------------------------- | ------------------------------ | ------------ | ---- | --------- | ------- | ----- |
| 1º   | 3  | Luca Cadalora             | Rothmans-Kanemoto Honda        | Honda        | 30   | 39'29.951 | 2º      | 20    |
| 2º   | 4  | Helmut Bradl              | HB Honda Racing Team Germany   | Honda        | 30   | +0.009    | 1º      | 17    |
| 3º   | 9  | Pierfrancesco Chili       | Iberna Aprilia - Valesi Racing | Aprilia      | 30   | +8.179    | 3º      | 15    |
| 4º   | 13 | Loris Reggiani            | Aprilia Unlimited Jeans        | Aprilia      | 30   | +8.186    | 5º      | 13    |
| 5º   | 5  | Wilco Zeelenberg          | Sharp Sanson - Bieffe          | Honda        | 30   | +14.795   | 7º      | 11    |
| 6º   | 2  | Carlos Cardús             | Repsol Honda - Cardús          | Honda        | 30   | +14.983   | 4º      | 10    |
| 7º   | 7  | Masahiro Shimizu          | Ajinomoto Honda - HRC          | Honda        | 30   | +33.909   | 8º      | 9     |
| 8º   | 8  | Jochen Schmid             | Schuh-Zwafink Racing           | Honda        | 30   | +52.658   | 11º     | 8     |
| 9º   | 18 | Andreas Preining          | ÖKM-Aprilia - SK Vöst          | Aprilia      | 30   | +53.825   | 14º     | 7     |
| 10º  | 17 | Paolo Casoli              | Team Agostini - API            | Yamaha       | 30   | +54.005   | 13º     | 6     |
| 11º  | 51 | Jean Pierre Jeandat       | Rothmans Honda France          | Honda        | 30   | +1'04.911 |         | 5     |
| 12º  |    | Erkka Korpiaho            | AMS Mauri Racing               | Aprilia      | 30   | +1'09.379 |         | 4     |
| 13º  | 27 | Renzo Colleoni            | Iberna Aprilia - Valesi Racing | Aprilia      | 30   | +1'09.886 |         | 3     |
| 14º  | 15 | Carlos Lavado             | Team Greco                     | Yamaha       | 30   | +1'17.145 | 12º     | 2     |
| 15º  | 33 | Stefan Prein              | HB Honda Racing Team Germany   | Honda        | 29   | +1 giro   |         | 1     |
| 16º  | 30 | Harald Eckl               |                                | Aprilia      | 29   | +1 giro   |         |       |
| 17º  |    | Jaime Mariano             |                                | Aprilia      | 29   | +1 giro   | 30º     |       |
| 18º  |    | Urs Jücker                |                                | Yamaha       | 29   | +1 giro   |         |       |
| 19º  | 6  | Martin Wimmer             |                                | Suzuki       | 29   | +1 giro   | 10º     |       |
| 20º  |    | Renato Colleoni           |                                | Aprilia      | 29   | +1 giro   |         |       |
| 21º  | 34 | Patrick van den Goorbergh |                                | Yamaha       | 29   | +1 giro   |         |       |
| 22º  | 44 | Bernd Kassner             |                                | Aprilia      | 29   | +1 giro   |         |       |
| 23º  | 25 | William Doran Jr          |                                | Aprilia      | 29   | +1 giro   |         |       |
| 24º  |    | Jean Foray                |                                | Yamaha       | 29   | +1 giro   |         |       |

### Ritirati
| Nº | Pilota               | Motocicletta | Giri | Griglia |
| -- | -------------------- | ------------ | ---- | ------- |
| 45 | Corrado Catalano     | Honda        | 26   |         |
| 22 | Stefano Pennese      | Aprilia      | 22   |         |
|    | Frédéric Protat      | Aprilia      | 19   |         |
| 20 | Doriano Romboni      | Honda        | 18   | 6º      |
|    | Fausto Ricci         | Yamaha       | 18   |         |
| 11 | Àlex Crivillé        | JJ Cobas     | 15   | 9º      |
| 32 | Bernard Haenggeli    | Aprilia      | 15   | 15º     |
| 16 | Alberto Puig         | Yamaha       | 13   | 20º     |
| 19 | Marcellino Lucchi    | Aprilia      | 13   |         |
|    | Ian Newton           | Yamaha       | 8    |         |
| 21 | Leon van der Heijden | Honda        | 1    |         |

## Classe 125

### Arrivati al traguardo
| Pos. | Nº | Pilota              | Squadra                           | Motocicletta | Giri | Tempo     | Griglia | Punti |
| ---- | -- | ------------------- | --------------------------------- | ------------ | ---- | --------- | ------- | ----- |
| 1º   | 7  | Fausto Gresini      | AGV - Pileri Corse                | Honda        | 26   | 36'29.927 | 1º      | 20    |
| 2º   | 1  | Loris Capirossi     | AGV - Pileri Corse                | Honda        | 26   | +18.493   | 2º      | 17    |
| 3º   | 9  | Alessandro Gramigni | Team Italia                       | Aprilia      | 26   | +23.101   | 7º      | 15    |
| 4º   | 6  | Ezio Gianola        | Derbi GP Team                     | Derbi        | 26   | +29.088   | 4º      | 13    |
| 5º   | 2  | Hans Spaan          | Sharp Samson Racing               | Honda        | 26   | +33.230   | 10º     | 11    |
| 6º   | 52 | Nobuyuki Wakai      | Moto Bum Racing                   | Honda        | 26   | +33.629   | 13º     | 10    |
| 7º   | 10 | Heinz Lüthi         | ELF Compétition                   | Honda        | 26   | +34.115   | 3º      | 9     |
| 8º   | 12 | Gabriele Debbia     | Team Italia                       | Aprilia      | 26   | +34.237   | 8º      | 8     |
| 9º   | 28 | Ralf Waldmann       | Schuh-Zwafink Honda Racing        | Honda        | 26   | +34.460   | 11º     | 7     |
| 10º  | 4  | Dirk Raudies        | Schuh HB Honda Racing             | Honda        | 26   | +35.230   |         | 6     |
| 11º  | 45 | Ian McConnachie     | Clay Cross Motorcycles            | Honda        | 26   | +42.905   |         | 5     |
| 12º  | 11 | Adi Stadler         | RS RallyeSport GmbH               | JJ Cobas     | 26   | +47.525   | 15º     | 4     |
| 13º  | 20 | Hisashi Unemoto     | Team Unemoto                      | Honda        | 26   | +54.431   |         | 3     |
| 14º  | 17 | Steve Patrickson    | Derek Clarke Racing Team - Levior | Honda        | 26   | +1'00.339 |         | 2     |
| 15º  |    | Johnny Wickström    | Silja Line Racing                 | Honda        | 26   | +1'00.539 |         | 1     |
| 16º  | 16 | Koji Takada         |                                   | Honda        | 26   | +1'06.139 |         |       |
| 17º  | 14 | Julián Miralles     |                                   | JJ Cobas     | 26   | +1'06.935 | 30º     |       |
| 18º  |    | Serafino Foti       |                                   | Honda        | 26   | +1'07.493 |         |       |
| 19º  | 43 | Manuel Hernández    |                                   | Honda        | 26   | +1'08.123 | 20º     |       |
| 20º  | 46 | Arie Molenaar       |                                   | Honda        | 26   | +1'08.427 |         |       |
| 21º  | 41 | Alain Bronec        |                                   | Honda        | 26   | +1'15.924 |         |       |
| 22º  | 45 | Thierry Feuz        |                                   | Honda        | 26   | +1'19.698 |         |       |
| 23º  | 26 | Francisco Debon     |                                   | JJ Cobas     | 26   | +1'19.849 | 35º     |       |
| 24º  | 15 | Maurizio Vitali     |                                   | Gazzaniga    | 25   | +1 giro   | 12º     |       |
| 25º  |    | Luis Alvaro         |                                   | Derbi        | 25   | +1 giro   | 32º     |       |

### Ritirati
| Nº | Pilota            | Motocicletta | Giri | Griglia |
| -- | ----------------- | ------------ | ---- | ------- |
| 58 | Kin'ya Wada       | Honda        | 25   |         |
| 3  | Bruno Casanova    | Honda        | 18   | 6º      |
| 22 | Peter Öttl        | Bakker-Rotax | 17   |         |
|    | Herri Torrontegui | JJ Cobas     | 15   | 14º     |
| 5  | Jorge Martínez    | JJ Cobas     | 10   | 9º      |
|    | Noboru Ueda       | Honda        | 8    | 5º      |
| 35 | Kazuto Sakata     | Honda        | 5    |         |
|    | Manuel Herreros   | JJ Cobas     | 4    | 33º     |
| 19 | Alfred Waibel     | Honda        | 4    |         |
| 27 | Gimmi Bosio       | Honda        | 0    |         |
| 34 | Emilio Cuppini    | Gazzaniga    | 0    |         |

### Non qualificati
| Nº | Pilota          | Motocicletta |
| -- | --------------- | ------------ |
|    | Jos van Dongen  | Honda        |
|    | Alan Patterson  | Honda        |
|    | Stefan Kurfiss  | Honda        |
| 62 | Stefan Brägger  | Honda        |
|    | Hans Koopman    | Honda        |
| 18 | Robin Appleyard | Honda        |
| 29 | Peter Galvin    | Honda        |
|    | Wolfgang Fritz  | Honda        |
| 49 | René Dünki      | Honda        |
| 50 | Hubert Abold    | Honda        |
|    | Janez Pintar    | Honda        |
|    | Taru Rinne      | Honda        |

## Classe sidecar

### Arrivati al traguardo
| Pos. | Pilota             | Passeggero       | Costruttore   | Giri | Tempo     | Griglia | Punti |
| ---- | ------------------ | ---------------- | ------------- | ---- | --------- | ------- | ----- |
| 1º   | Steve Webster      | Gavin Simmons    | LCR - Krauser | 26   | 35'08.085 | 2º      | 20    |
| 2º   | Egbert Streuer     | Pete Essaff      | LCR - Krauser | 26   | +14.440   | 5º      | 17    |
| 3º   | Paul Güdel         | Charly Güdel     | LCR - Krauser | 26   | +26.431   | 13º     | 15    |
| 4º   | Darren Dixon       | Sean Dixon       | LCR - Krauser | 26   | +30.300   | 10º     | 13    |
| 5º   | Yoshisada Kumagaya | Brian Houghton   | LCR - Krauser | 26   | +45.188   | 9º      | 11    |
| 6º   | Barry Brindley     | Graham Rose      | LCR - Krauser | 26   | +50.688   | 14º     | 10    |
| 7º   | Masato Kumano      | Eckart Rösinger  | LCR - Yamaha  | 26   | +50.943   | 8º      | 9     |
| 8º   | Ralph Bohnhorst    | Bruno Hiller     | LCR - Krauser | 26   | +57.003   | 7º      | 8     |
| 9º   | Alfred Zurbrügg    | Martin Zurbrügg  | LCR - Yamaha  | 26   | +1'08.810 | 6º      | 7     |
| 10º  | Theo van Kempen    | Jan Kuyt         | LCR - Krauser | 25   | +1 giro   |         | 6     |
| 11º  | René Progin        | Gary Irlam       | LCR - Krauser | 25   | +1 giro   |         | 5     |
| 12º  | Tony Wyssen        | Geral de Haas    | LCR - Krauser | 25   | +1 giro   |         | 4     |
| 13º  | Tony Baker         | Simon Prior      | LCR - Krauser | 25   | +1 giro   |         | 3     |
| 14º  | Markus Bösiger     | Peter Markwalder | LCR - Krauser | 25   | +1 giro   |         | 2     |
| 15º  | Klaus Klaffenböck  | Christian Parzer | LCR - Yamaha  | 24   | +2 giri   | 11º     | 1     |
| 16º  | Markus Egloff      | Urs Egloff       | SMS - Krauser | 24   | +2 giri   | 4º      |       |

### Ritirati
| Pilota       | Passeggero      | Costruttore   | Giri | Griglia |
| ------------ | --------------- | ------------- | ---- | ------- |
| Steve Abbott | Shaun Smith     | LCR - Krauser | 22   | 12º     |
| Alain Michel | Simon Birchall  | LCR - Krauser | 12   | 3º      |
| Rolf Biland  | Kurt Waltisperg | LCR - Honda   | 3    | 1º      |
| Barry Smith  | David Smith     | Windle - ADM  | 2    | 15º     |

### Non qualificati
| Pilota         | Passeggero          | Costruttore   |
| -------------- | ------------------- | ------------- |
| Derek Brindley | Nick Roche          | LCR - Krauser |
| Kenny Howles   | C. Mugnari          | LCR - Krauser |
| Hans Hügli     | Adolf Hänni         | LCR - Yamaha  |
| Gary Thomas    | Michel van Puyvelde | LCR - Krauser |
| Reiner Koster  | Jürg Egli           | Yamaha        |
| Frank Voigt    | Holger Voigt        | LCR - Krauser |
| Werner Kraus   | Thomas Schröder     | Busch - ADM   |